# Subskription
Subskribtion innebär att man på förhand antecknar sig för (och betalar) något som planeras, vanligen i syfte att hedra någon. Subskribtion är vanlig för festskrifter, större bokverk eller middagar. Subskriberade böcker brukar innehålla en så kallad tabula gratulatoria, det vill säga en förteckning över subskribenternas/gratulanternas namn. De erhåller var sitt exemplar av boken; oftast säljs den inte i bokhandeln.